# Triacetato di cellulosa

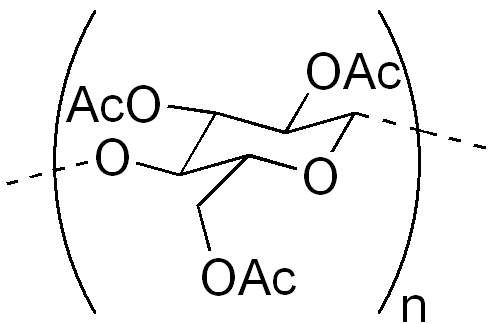

Con triacetato (o anche con acetilcellulosa o semplicemente acetato) viene indicato il triacetato di cellulosa (CTA, dall'inglese Cellulose TriAcetate), cioè il materiale che ha sostituito, verso il 1940, la celluloide (o nitrato di cellulosa), che, a causa della sua estrema infiammabilità, si era rivelata troppo pericolosa come supporto per le pellicole foto-cinematografiche.
Il triacetato nacque come evoluzione del diacetato di cellulosa, già usato come supporto per le pellicole amatoriali. 
Il CTA, oltre alla non infiammabilità, presenta anche altre caratteristiche favorevoli per l'uso foto-cinematografico: la sua alta stabilità dimensionale consente di fabbricare pellicole molto poco deformabili. A metà del Novecento questa fu una innovazione molto importante nella cinematografia; una traccia di questo fatto si trova nel film Nuovo cinema Paradiso: il proiezionista Alfredo (interpretato da Philippe Noiret) viene accecato dall'incendio della celluloide e rimane molto angosciato nel sapere della nuova pellicola di acetato che all'epoca era già diffusa in altri paesi.
Oggi il triacetato è usato sempre meno, essendo sostituito dal polietilene tereftalato (PET).
Il triacetato di cellulosa è anche usato nelle arti grafiche, nel disegno e per la fabbricazione di lucidi da proiezione per lavagne luminose.

## Usi tessili
Il triacetato rappresenta una fibra di modesto interesse tessile. È significativo rilevare come la totale sostituzione dei gruppi ossidrilici della cellulosa con gruppi acetilici comporti sulla fibra un progressivo minor carattere "cellulosico" e un maggior carattere "sintetico" (riduzione delle caratteristiche idrofile, difficoltà di tintura, possibilità di termofissaggio).
Il triacetato costituisce il prodotto intermedio del processo di produzione dell'acetato e viene precipitato dalla massa di reazione con diluizione in acqua, lavato ed essiccato.
Il materiale viene disciolto in cloruro di metilene (p.e 42 °C) e la soluzione viene filata a secco con processo analogo a quello dell'acetato.
Nella legge sulla etichettatura tessile le fibre di triacetato sono così definite "Fibra di acetato di cellulosa di cui almeno il 92% dei gruppi ossidrilici è acetilato" ben distinte da acetato in cui i gruppi ossidrilici acetilati sono tra il 74% e il 92%. Come sigla ha TA.